# Rhytiphora pulverulea
Rhytiphora pulverulea là một loài bọ cánh cứng trong họ Cerambycidae.